# Aimé Césaire
Pour les articles homonymes, voir Césaire.
Aimé Césaire, né le 26 juin 1913 à Basse-Pointe (Martinique) et mort le 17 avril 2008 à Fort-de-France, en Martinique, est un écrivain et homme politique français, à la fois député, maire, poète, dramaturge, essayiste et biographe.
Fondateur et représentant majeur du mouvement littéraire de la négritude — avec Léopold Sédar Senghor et Léon-Gontran Damas —, anticolonialiste résolu, il mène en parallèle une carrière politique en tant que député de la Martinique et maire de Fort-de-France durant cinquante-six années consécutives, de 1945 à 2001.
Il est l’époux de Suzanne Roussi-Césaire.

## Biographie

### Jeunes années
Aimé Fernand David Césaire est né le 26 juin 1913 dans la rue Cases-Nègres de l'Habitation Eyma, à Basse-Pointe, en Martinique. Il faisait partie d'une famille de sept enfants. Son père, Fernand Césaire, était administrateur et gérant d'une « habitation » à Basse-Pointe, puis après concours, il est nommé au bureau des impôts comme contrôleur des contributions, et sa mère, Éléonore Hermine, était couturière. Son grand-père paternel, Fernand Césaire, est le premier Martiniquais à suivre les cours de l'école normale supérieure de Saint-Cloud,, il fut professeur de lettres au lycée de Saint-Pierre et sa grand-mère, mamie Nini du Lorrain contrairement à beaucoup de femmes de sa génération, savait lire et écrire, aptitudes qu'elle enseigna très tôt à ses petits-enfants.
De 1919 à 1924, Aimé Césaire fréquente l’école primaire de Basse-Pointe, commune dont son père est contrôleur des contributions, puis obtient une bourse pour le lycée Victor-Schœlcher à Fort-de-France. En septembre 1931, il arrive à Paris en tant que boursier pour entrer en classe d’hypokhâgne au lycée Louis-le-Grand où, dès le premier jour, il rencontre Ousmane Socé Diop à la Sorbonne puis Léopold Sédar Senghor dans les couloirs du lycée, avec qui il noue une amitié qui durera plusieurs années.

### Invention de la négritude (1934-1939)

#### Paris noir
À Paris, il côtoie d'autres étudiants noirs d'horizons différents et fréquente le salon littéraire de Paulette Nardal. Il découvre ainsi le mouvement de la Renaissance de Harlem et fait la connaissance de Claude McKay. Le jeune Aimé Césaire et son ami guyanais Léon Gontran Damas, qu’il connaît depuis la Martinique, découvrent progressivement une part refoulée de leur identité, la composante africaine, victime de l'aliénation culturelle caractérisant les sociétés coloniales de Martinique et de Guyane.
En septembre 1934, Césaire fonde, avec d’autres étudiants caribéoguyanais et africains (parmi lesquels le Guyanais Léon Gontran Damas, le Guadeloupéen Guy Tirolien, les Sénégalais Léopold Sédar Senghor et Birago Diop), le journal L'Étudiant noir. C’est dans les pages de cette revue qu’apparaîtra pour la première fois le terme de « négritude ». Ce concept, forgé par Aimé Césaire en réaction à l’oppression culturelle du système colonial français, vise à rejeter d’une part le projet français d’assimilation culturelle et à promouvoir l’Afrique et sa culture, dévalorisées par le racisme issu de l'idéologie colonialiste.
En 1935, il adhère aux Jeunesses communistes.
Construit contre l'idéologie coloniale française de l'époque, le projet de la « négritude » est plus culturel que politique. Il s’agit, au-delà d’une vision partisane et raciale du monde, d’un humanisme actif et concret, à destination de tous les opprimés de la planète. Césaire déclare en effet : « Je suis de la race de ceux qu’on opprime ».
En 1937, il épouse Suzanne Roussi, avec qui il partage intérêts intellectuels et passion pour le surréalisme. Également prolifique, bien que méconnue, elle agira aussi comme collaboratrice précieuse à la diffusion de l'œuvre de Césaire.

#### Genèse du «retour au pays natal»

##### Voyage enCroatie
En 1935, il est reçu au concours d'entrée de l'École normale supérieure.
Pour les vacances d'été, comme il n'a pas les moyens de rentrer en Martinique ni de famille en France, son ami Petar Guberina l'invite chez lui en Croatie, en Dalmatie précisément, où il reconnaîtra dans le nom de la péninsule de Martinska sa Martinique natale. Ce choc produit en lui, confiera-t-il, est à l'origine de ce long poème en prose qui deviendra le Cahier d'un retour au pays natal publié en 1939.

##### Étudiant noir
« En 1934, avec plusieurs étudiants antillais, guyanais et africains, Aimé Césaire crée le journal « L'Étudiant noir » ». Le concept de « négritude » lui vient deux ans plus tard.
En 1936, son camarade et ami Léopold Sédar-Senghor lui remet la traduction de l’Histoire de la civilisation africaine de Leo Frobenius.
Pour sa dernière année à l'ENS (1938-1939), il prépare un mémoire de fin d'étude sur la poésie afro-américaine : Le Thème du Sud dans la littérature noire-américaine des États-Unis.

##### Un bref retour en Martinique
Dans sa thèse de doctorat sur les sources de l'histoire littéraire antillo-guyanaise dans laquelle il dresse un inventaire des archives concernant Aimé Césaire, Marcel Jean-Claude Louise-Alexandrine produit la preuve d’un premier « retour au pays natal », en 1936, afin, semble-t-il, de « voir des parents malades ». Il s’agit d’une lettre autographe en date du 21 octobre 1936 dans laquelle Aimé Césaire fait état d’un « passage de retour par anticipation » obtenu en 1931, « en tant que boursier de la Colonie et fils de fonctionnaire » et dont il demande la conversion en un « passage aller par le Paquebot “Cuba” qui quitte Fort-de-France le 7 novembre » Cette preuve archivistique amène à relativiser les déclarations de Aimé Césaire qui s’apparentent à un discours a posteriori, élaboré par la critique césairienne de concert avec l’auteur.[réf. nécessaire]

##### Retour en Martinique
Ses études terminées, il rentre en Martinique en 1939 pour enseigner, avec son épouse Suzanne Roussi, au lycée Schœlcher comme professeur de lettres, particulièrement des élèves de première AA' et B1 précise Marcel Jean-Claude Louise-Alexandrine. Ce sera le moment du « retour au pays natal » dira-t-il à René Depestre en janvier 1968 au lendemain du congrès culturel de La Havane en entérinant la dimension autobiographique mise en avant par sa critique : « Je l’ai eu au moment même, dit-il. Je l’ai écrit au moment où je venais de terminer mes études et que je retournais à la Martinique. C’était les premiers contacts que je reprenais avec mon pays après dix ans d’absence, et j’étais vraiment envahi par un flot d’impressions et d’images et, en même temps, j’étais très angoissé par les perspectives martiniquaises ». En effet, il avait envoyé à la revue Volontés une première version du Cahier d'un retour au pays natal publiée à l'été 1939.

### Dissidence culturelle (1941-1944)

#### Laboratoire de la revueTropiques
La situation martiniquaise à la fin des années 1930 est celle d'une île en proie à une aliénation culturelle profonde, les élites privilégiant, avant tout, les références arrivant de la France, métropole coloniale. En matière de littérature, les rares ouvrages martiniquais de l'époque vont jusqu'à revêtir un exotisme de bon aloi, pastichant le regard extérieur manifeste dans les quelques livres français mentionnant la Martinique. Ce doudouisme allait nettement alimenter les clichés frappant la population martiniquaise.
C'est en réaction à cette situation que le couple Césaire, épaulé par d'autres intellectuels martiniquais comme René Ménil, Georges Gratiant et Aristide Maugée, fonde en 1941 la revue Tropiques. Afin de permettre « à la Martinique de se recentrer » (en italiques dans l'original), et « d’entraîner les martiniquais à la réflexion » sur leur environnement proche, Césaire propose à Henri Stehlé, botaniste et Directeur du Jardin d'Essais de Tivoli, de rédiger deux articles concernant la flore martiniquaise, et les histoires et légendes se rattachant aux appellations populaires des plantes (Tropiques N° 2 de 1941 et N° 10 de 1944). D'après Ursula Heise, ces articles et « les invocations césairiennes de l'écologie antillaise (ndr dans Tropiques et sa poésie) fonctionnent comme indices d'une authenticité raciale et culturelle qui se distingue de I'identité européenne et en fait s'y oppose ».
Alors que la Seconde Guerre mondiale provoque le blocus de la Martinique par les États-Unis (qui ne font pas confiance au régime de collaboration de Vichy), les conditions de vie sur place se dégradent. Le régime instauré par l’Amiral Robert, envoyé spécial du gouvernement de Vichy, est répressif. Dans ce contexte, la censure vise directement la revue Tropiques, qui paraîtra, avec difficulté, jusqu’en 1943.
Le conflit mondial marque également le passage en Martinique du poète surréaliste André Breton (qui relate ses péripéties dans un bref ouvrage, Martinique, charmeuse de serpents). Breton découvre la poésie de Césaire à travers le Cahier d'un retour au pays natal et le rencontre en 1941. En 1943, il rédige la préface de l'édition bilingue du Cahier d'un retour au pays natal, publiée dans la revue Fontaine (no 35) dirigée par Max-Pol Fouchet et en 1944 celle du recueil Les Armes miraculeuses, qui marque le ralliement de Césaire au surréalisme.

#### Professeur de lettres sous Vichy
Professeur de lettres diplômé de l'ENS et doué de qualités oratoires déjà manifestement reconnues, il est sollicité : le 29 février 1940, il participe à une conférence organisée par Paulette Nardal et le Club féminin au profit des « œuvres de guerre ». L’année suivante, on demande sa participation au jury d’un « concours des paroles du Maréchal ». Il s’agit bien sûr du maréchal Philippe Pétain et Marcel Jean-Claude Louise-Alexandrine exprime, naturellement, sa circonspection — compte tenu de ses prises de position contre le gouvernement de Vichy au point d'affronter la censure avec son épouse Suzanne Roussi —, et émet des réserves sur son éventuelle participation. L’organe de presse d’obédience catholique La Paix indique, sans en donner le détail, qu’il faisait bel et bien partie du jury.
Dans une lettre autobiographique du 12 août 1943, il demande « réparation de l'injustice qui a été commise à [s]on égard » par le gouvernement de Vichy : il réclame son « reclassement » en s’appuyant sur un décret faisant valoir que les années de stage, celles qu’il aura effectuées de juillet 1939 à mai 1943, « comptent pour avancement ». Cette lettre, commente Marcel Jean-Claude Louise-Alexandrine avec une certaine retenue, « témoigne de la rigueur administrative du régime de l’Amiral Robert » en Martinique.

#### Congrès de philosophie d'Haïti
Le 16 mai 1944, accompagné de son épouse Suzanne Roussi, il s'envole pour Haïti où il est convié au congrès de philosophie de Haïti. Sa présence tient à sa « réputation » déjà acquise auprès des milieux intellectuels haïtiens comme le souligne Henri Seyrig, membre de la délégation de la France Libre aux États-Unis dans sa lettre du 15 décembre 1943 au gouverneur Georges Louis Ponton. Dans une perspective d'assimilation schoelcheriste et pour ainsi opposer un contre-exemple à l'eugénisme nazi, Henri Seyrig développait un racialisme évolutif, progressiste en insistant sur les fruits de la « présence française » aux Antilles : « Il me paraît très important que, dans cette réunion où des savants de pays différents vont être mis en contact avec le monde noir, la France montre par un exemple décisif ce que notre culture est parvenue à produire dans cette race. » Le 5 mars 1944, Milon de Peillon, délégué du Comité français de libération nationale (CFLN) à Haïti, renchérit en faisant valoir la dimension exemplaire de la participation du professeur de philosophie Aimé Césaire à ce congrès : « Le détachement temporaire de ma résidence de l’homme qui passe pour être le plus éminent produit de notre culture parmi nos concitoyens de race noire peut avoir de profitables conséquences pour le développement de notre influence en Haïti où elle est battue en brèche par une propagande adverse, habile et tenace. » Aux yeux de l’administration française, le déplacement d'Aimé Césaire et de son épouse Suzanne Roussi s'apparente à une ambassade dans le but de susciter des sentiments francophiles dans le cœur des élites haïtiennes.

### Entrée en politique (1945-2001)
En 1945, Aimé Césaire, est élu maire de Fort-de-France. Dans la foulée, il est également élu député, mandat qu'il conservera sans interruption jusqu'en 1993. Son mandat, compte tenu de la situation économique et sociale d'une Martinique exsangue après des années de blocus et l'effondrement de l'industrie sucrière, est d'obtenir la départementalisation de la Martinique en 1946. Il s'agit là d'une revendication qui remonte aux dernières années du XIXe siècle et qui avait pris corps en 1935, année du tricentenaire du rattachement de la Martinique à la France par Belain d'Esnambuc. Peu comprise par de nombreux mouvements de gauche en Martinique proches de l'indépendantisme, à contre-courant des mouvements de libération survenant déjà en Indochine, en Inde ou au Maghreb, cette mesure vise, selon Césaire, à lutter contre l'emprise béké sur la politique martiniquaise, son clientélisme, sa corruption et le conservatisme structurel qui s'y attache. C'est, selon Césaire, par mesure d'assainissement, de modernisation, et pour permettre le développement économique et social de la Martinique, que le jeune député prend cette décision[réf. nécessaire].
Il adhère au PCF en décembre 1945 pour « travailler à la construction d'un système fondé sur le droit à la dignité de tous les Hommes sans distinction d'origine, de religion et de couleur » comme il l'explique dans la brochure Pourquoi je suis communiste. En 1947, Césaire crée avec Alioune Diop la revue Présence africaine. En 1948 paraît l'Anthologie de la nouvelle poésie nègre et malgache, préfacée par Jean-Paul Sartre, qui consacre le mouvement de la « négritude ».

Les positions anticolonialistes de Césaire s'accentuent avec le retour des guerres dans les colonies. En mai 1945, des dizaines de milliers d'Algériens sont tués dans les massacres de Sétif, Guelma et Kherrata. En novembre 1946, la ville de Haiphong au Vietnam est entièrement détruite par les bombardements de la marine française, l'insurrection malgache de 1947 est réprimée dans le sang et une série de massacres s'abat en représailles sur la population de l'ile en 1948. En 1950, il publie le Discours sur le colonialisme, où il met en exergue l'étroite parenté qui existe selon lui entre nazisme et colonialisme. Il y écrit entre autres choses : 

« Oui, il vaudrait la peine d'étudier, cliniquement, dans le détail, les démarches d'Hitler et de l'hitlérisme et de révéler au très distingué, très humaniste, très chrétien bourgeois du XXe siècle qu'il porte en lui un Hitler qui s'ignore, qu'Hitler l'habite, qu'Hitler est son démon, que s'il le vitupère, c'est par manque de logique, et qu'au fond, ce qu'il ne pardonne pas à Hitler, ce n'est pas le crime en soi, le crime contre l'homme, ce n'est pas l'humiliation de l'homme en soi, c'est le crime contre l'homme blanc, c'est l'humiliation contre l'homme blanc, et d'avoir appliqué à l'Europe des procédés colonialistes dont ne relevaient jusqu'ici que les arabes d'Algérie, les coolies de l'Inde et les nègres d'Afrique [...] »

En 1951, Aimé Césaire participe à l'accueil triomphal du retour en Martinique des « 16 de Basse-Pointe », ville dont il est aussi originaire. Puis, devant l'impossibilité pour les 16 d'être réembauchés dans les plantations de Basse-Pointe où leurs familles sont mises à l'écart, Aimé Césaire leur propose d'intégrer les services municipaux de Fort-de-France, commune qu'il administre.

#### Démission du Parti communiste
En 1956, après la révélation par le rapport Khrouchtchev des crimes de Staline qui l'a « plongé dans un abîme de stupeur, de douleur et de honte », Césaire rompt avec le Parti communiste français dont il dénonce l'ambiguïté face à la déstalinisation. D'autre part, il déplore le vote par le PCF des pleins pouvoirs au gouvernement de Guy Mollet, alors que celui-ci conduit une politique des plus répressives au Maghreb. Il s'inscrit alors au Parti du regroupement africain et des fédéralistes, puis fonde deux ans plus tard le Parti progressiste martiniquais (PPM), au sein duquel il va revendiquer l'autonomie de la Martinique. Il siège à l'Assemblée nationale comme non inscrit de 1958 à 1978, puis comme apparenté socialiste de 1978 à 1993.
Le 17 janvier 1975, Aimé Césaire vote la loi dépénalisant l'avortement dite « loi Veil ».
En 1966, Césaire est le vice-président du Festival mondial des arts nègres à Dakar. Dans son allocution, il estime cependant que le mot « négritude » risque de devenir une « notion de divisions » lorsqu’il n'est pas remis dans son contexte historique des années 1930 et 1940.
Aimé Césaire reste maire de Fort-de-France jusqu'en 2001. Le développement de la préfecture de la Martinique depuis la Seconde Guerre mondiale est caractérisé par un exode rural massif, provoqué par le déclin de l'industrie sucrière et l'explosion démographique créée par l'amélioration des conditions sanitaires de la population. L'émergence de quartiers populaires constituant une base électorale stable pour le PPM, et la création d'emplois pléthoriques à la mairie de Fort-de-France furent les solutions trouvées pour parer à court terme aux urgences sociales de l'époque.
La politique culturelle d'Aimé Césaire est incarnée par sa volonté de mettre la culture à la portée du peuple et de valoriser les artistes du terroir. Elle est marquée par la mise en place des premiers festivals annuels de Fort-de-France en 1972, avec la collaboration de Jean-Marie Serreau et Yvan Labéjof, puis la mise en place d'une structure culturelle permanente grâce à l'installation au Parc Floral de Fort-de-France et dans les quartiers, pour la première fois en Martinique d'une équipe professionnelle autour de Yves Marie Séraline missionné pour cette tâche, à partir d'août 1974. En 1976, à partir des fondations de l'équipe de l'office de la culture provisoire, ce sera la création officielle du service municipal d'action culturelle (Sermac) dirigé jusqu'en 1998 par l'un de ses enfants, Jean-Paul Césaire, qui par le biais d'ateliers d'arts populaires (danse, artisanat, musique) et du prestigieux Festival de Fort-de-France, met en avant des parts jusqu'alors méprisées de la culture martiniquaise. Le Sermac est dirigé depuis quelques années par Lydie Bétis. Cette même année, il reçoit Léopold Sédar Senghor son ami et président du Sénégal à Fort-de-France.
Son Discours du colonialisme fut pour la première fois au programme du baccalauréat littéraire (épreuve de lettres en Terminale) en 1995, avec le Cahier d'un retour au pays natal.
Aimé Césaire s'est retiré de la vie politique (et notamment de la mairie de Fort-de-France en 2001, au profit de Serge Letchimy), mais reste un personnage incontournable de l'histoire martiniquaise jusqu'à sa mort. Après le décès de Senghor, il est resté l'un des derniers fondateurs de la pensée négritudiste[réf. nécessaire].
Jusqu'à sa mort, Aimé Césaire a toujours été sollicité et influent. On notera sa réaction à la loi française du 23 février 2005 sur les aspects positifs de la colonisation qu'il faudrait évoquer dans les programmes scolaires, loi dont il dénonce la lettre et l'esprit et qui l'amène à refuser de recevoir Nicolas Sarkozy. En mars 2006, Aimé Césaire revient sur sa décision, à la suite de la médiation de Patrick Karam[réf. nécessaire], et reçoit Nicolas Sarkozy puisque l'un des articles les plus controversés de la loi du 23 février 2005 a été abrogé. Il commente ainsi sa rencontre : « C'est un homme nouveau. On sent en lui une force, une volonté, des idées. C'est sur cette base-là que nous le jugerons. » À la suite de cette rencontre, Patrick Karam obtiendra du ministre de l'intérieur Nicolas Sarkozy qu'il agisse pour donner le nom Aimé Césaire à l'aéroport de Martinique. Durant la campagne de l'élection présidentielle française de 2007, il soutient activement Ségolène Royal, en l'accompagnant lors du dernier rassemblement de sa vie publique. « Vous nous apportez la confiance et permettez-moi de vous dire aussi l'espérance ».
Rétrospectivement, le cheminement politique d'Aimé Césaire apparaît étrangement contourné, en contraste avec la pensée de la négritude qu'il a développée par ailleurs. Tour à tour assimilationniste (départementaliste), indépendantiste et autonomiste (sans que l'on sache précisément ce qu'il entendait par là), Césaire semble avoir été davantage à la remorque des initiatives prises par les gouvernements métropolitains (en matière de décentralisation tout particulièrement) qu'un élément moteur de l'émancipation de son peuple. Il restera sans doute dans les mémoires comme le « nègre fondamental » et comme l'un des grands poètes de langue française du XXe siècle, mais non comme un chef politique ayant véritablement influencé son époque.
En 2007, il devient président d'honneur de la Maison de la Négritude et des Droits de l'Homme.

### Mort
Le 9 avril 2008, il est hospitalisé à l'hôpital Pierre Zobda-Quitman du Centre hospitalier universitaire de Martinique pour des problèmes cardiaques. Son état de santé s'aggrave et il y meurt le 17 avril 2008 au matin.

## Postérité

### Hommages

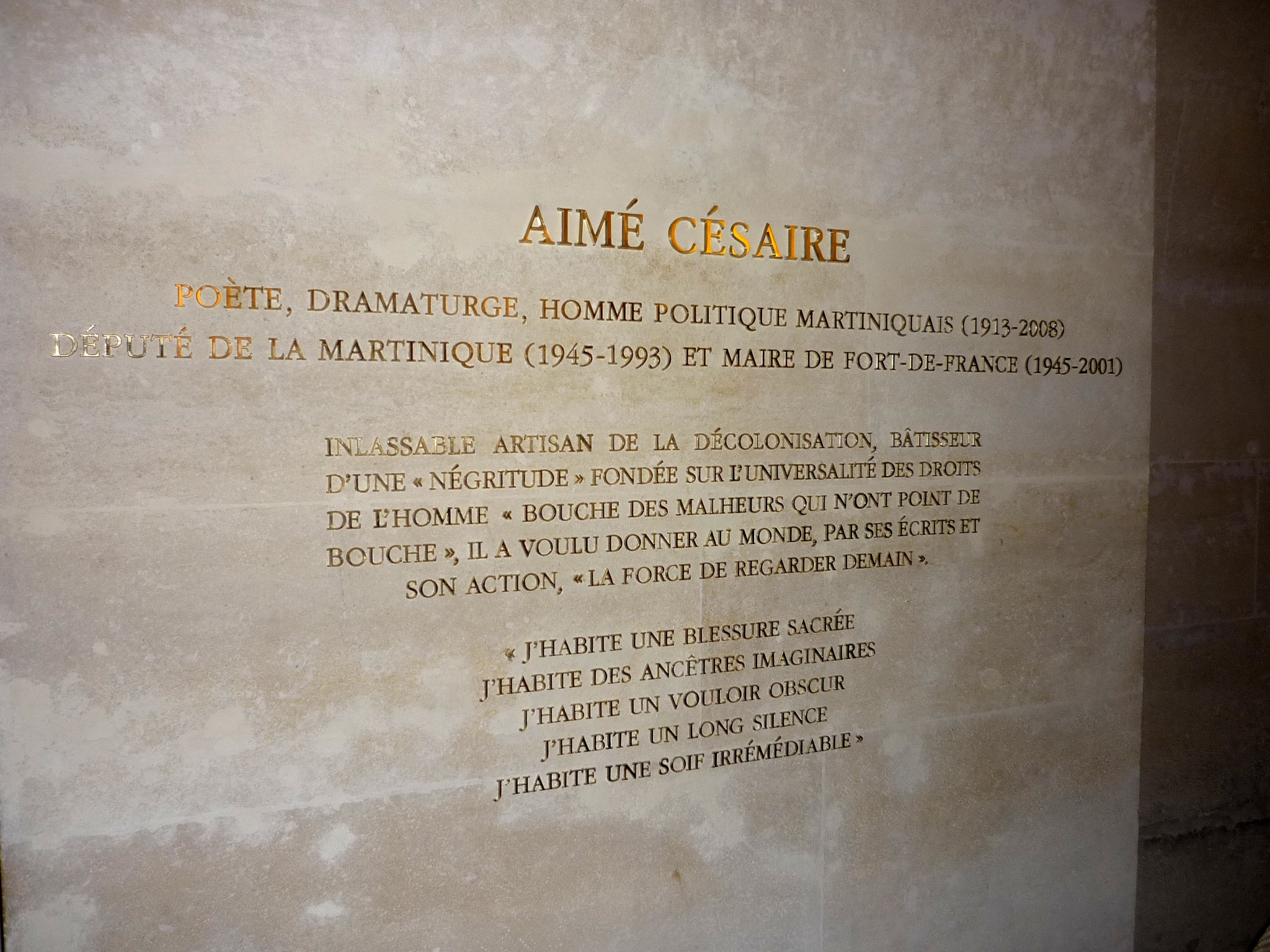
Inscription au Panthéon. Texte:
AIMÉ CÉSAIRE
Poète, dramaturge, homme politique Martiniquais (1913-2008)
Député de la Martinique (1945-1993) et maire de Fort-de-France (1945-2001)
Inlassable artisan de la décolonisation, bâtisseur d'une « négritude » fondée sur l'universalité des droits de l'homme « bouche des malheurs qui n'ont point de bouche », il a voulu donner au monde, par ses écrits et son action, « la force de regarder demain ».
« J'habite une blessure sacrée
J'habite des ancêtres imaginaires
J'habite un vouloir obscur
J'habite un long silence
J'habite une soif irrémédiable »

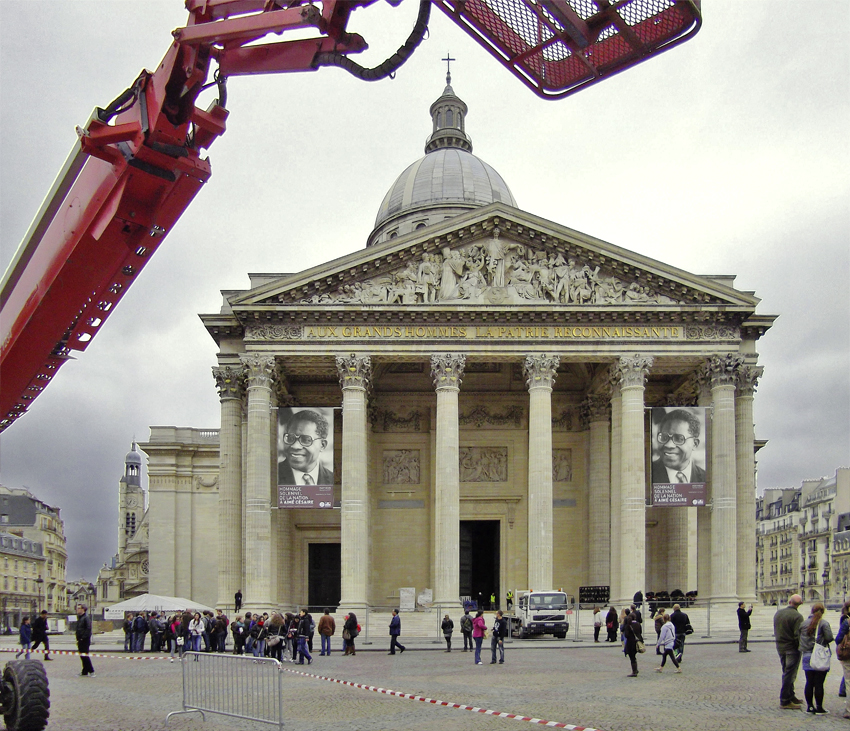
Préparation de l'hommage à Aimé Césaire au Panthéon, en avril 2011.

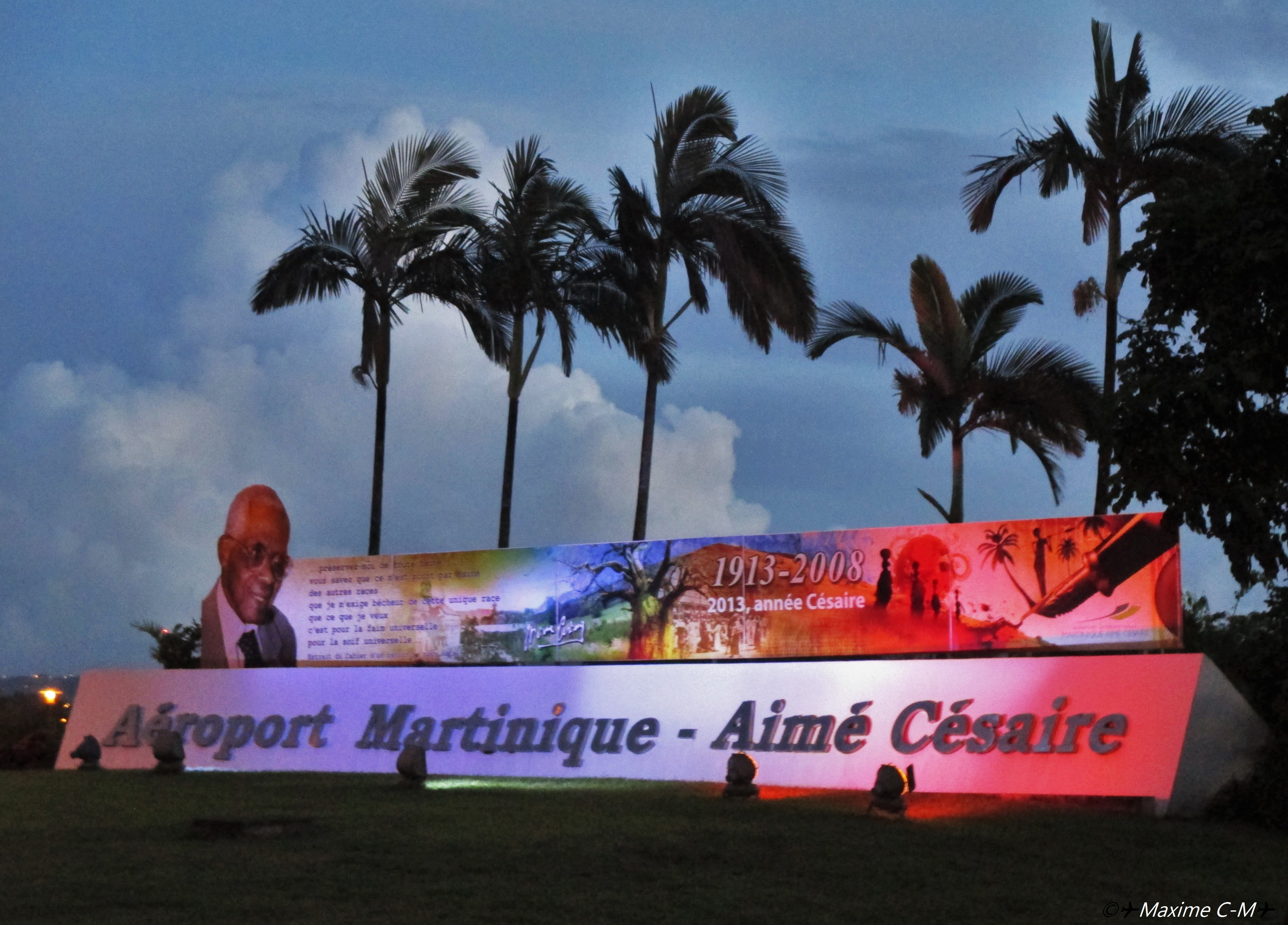
aéroport international de Martinique-Aimé-Césaire

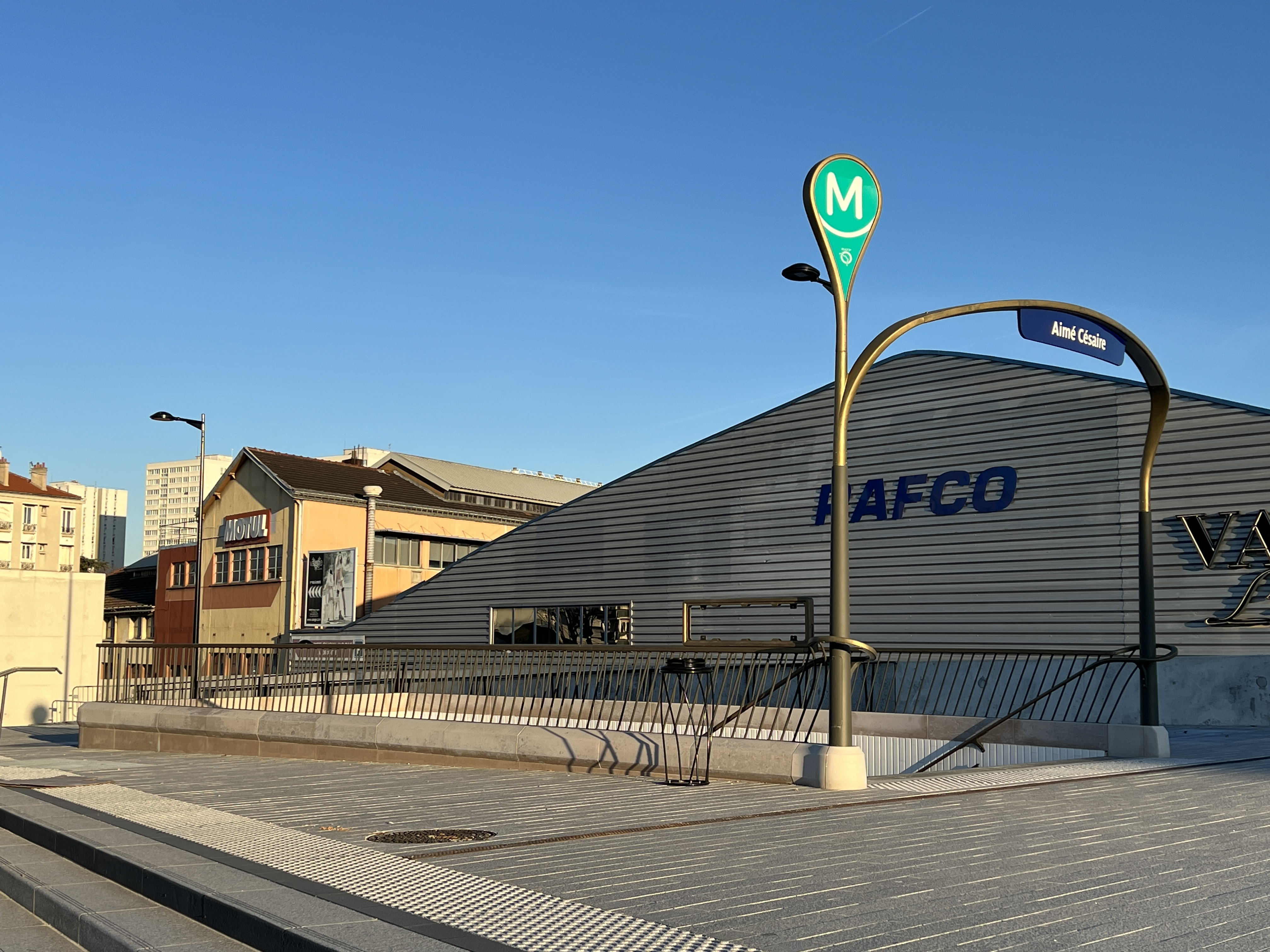
L'entrée de la station de métro Aimé Césaire à Aubervilliers, près de Paris.

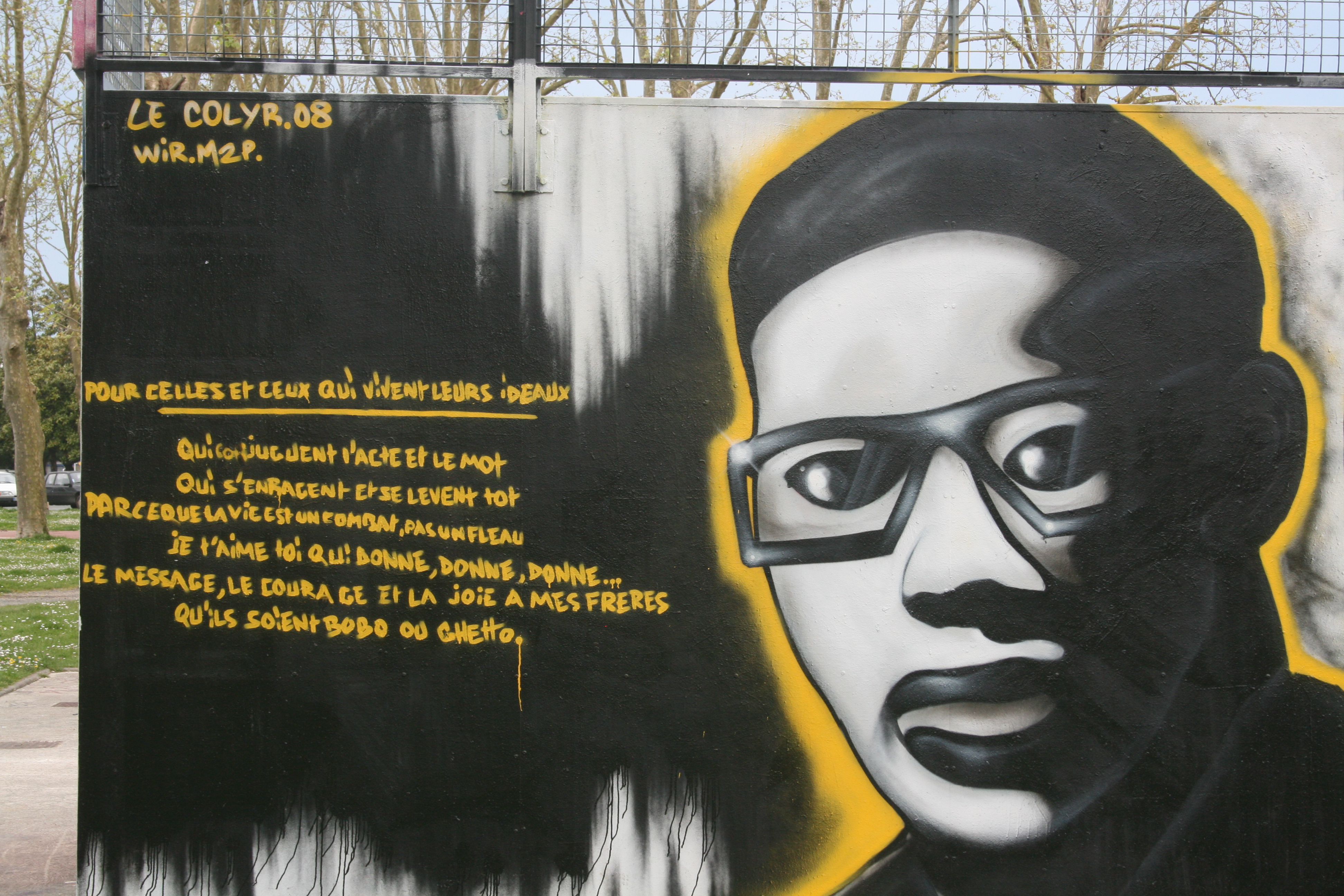
Graffiti en hommage à Aimé Césaire, à Royan (Charente-Maritime).

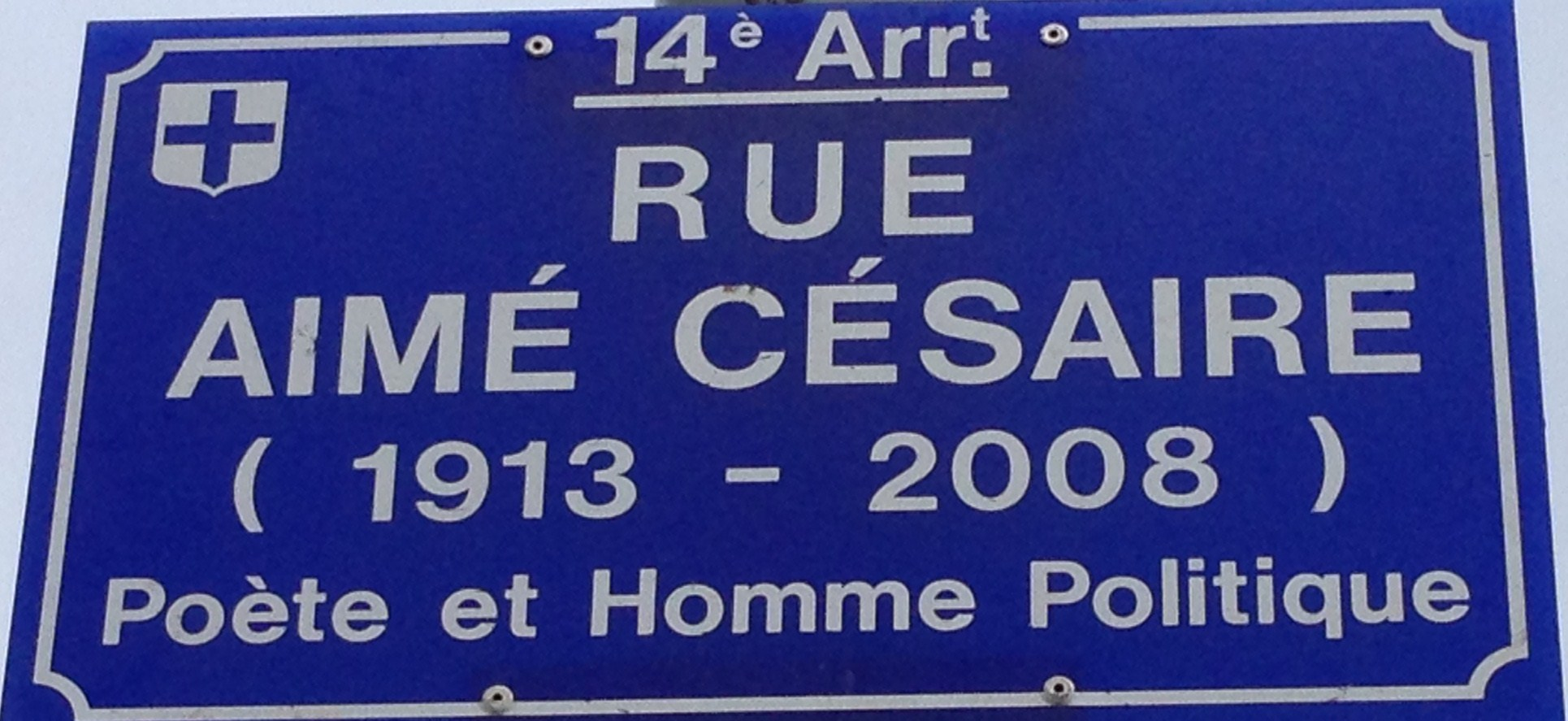
Rue Aimé-Césaire, à Marseille.

Dès l'annonce de sa mort, de nombreuses personnalités politiques et littéraires lui ont rendu hommage comme le président Nicolas Sarkozy, l'ancien président sénégalais Abdou Diouf ou l'écrivain René Depestre.
Ségolène Royal, Jean-Christophe Lagarde, Christine Albanel, appuyés par d'autres élus, ont demandé son entrée au Panthéon et une pétition a été mise en ligne pour qu'il soit inhumé au Panthéon le 10 mai 2008.
Des obsèques nationales ont été célébrées le 20 avril 2008 à Fort-de-France, en présence du chef de l'État. Un grand discours a été prononcé par Pierre Aliker, son ancien premier adjoint à la mairie de Fort-de-France, âgé de 101 ans. Le président de la République n'a pas donné de discours mais s'est incliné devant la dépouille, devant plusieurs milliers de personnes réunies au stade de Dillon. Il est inhumé au cimetière La Joyaux près de Fort-de-France. Sur sa tombe sont inscrits des mots choisis par Aimé Césaire lui-même et extraits de son Calendrier lagunaire : 
« La pression atmosphérique ou plutôt l'historique
Agrandit démesurément mes maux
Même si elle rend somptueux certains de mes mots »
D'autres personnalités se sont déplacées, telles Dominique de Villepin, Laurent Fabius, Pierre Mauroy, Lionel Jospin, Yves Jégo, Rama Yade, Bernard Kouchner, François Hollande, François Fillon, Lucette Michaux-Chevry, Victorin Lurel, Michèle Alliot-Marie, Patrick Devedjian, Serge Letchimy et de nombreux ultramarins.
Surnommé « le nègre fondamental », il influencera des auteurs tels que Frantz Fanon, Édouard Glissant (qui ont été élèves de Césaire au lycée Schœlcher), le guadeloupéen Daniel Maximin et bien d'autres. Sa pensée et sa poésie ont également nettement marqué les intellectuels africains et noirs américains en lutte contre la colonisation et l'acculturation.

## Résultats électoraux

### Élections législatives
| Année     | Parti               | Parti | Circonscription     | 1er tour | 1er tour | 1er tour | 2d tour | 2d tour | Issue |
| Année     | Parti               | Parti | Circonscription     | Voix     | %        | Rang     | Voix    | %       | Issue |
| --------- | ------------------- | ----- | ------------------- | -------- | -------- | -------- | ------- | ------- | ----- |
| 1945      |                     | PCF   | Martinique          | 14 658   | 25,37    | 1er      | 14 405  | 71,44   | Élu   |
| juin 1946 | 17 300              | PCF   | Martinique          | 62,26    | 1re      | 19 704   | 64,06   | Élu     |       |
| nov. 1946 | 34 659              | PCF   | Martinique          | 63,01    | 1er      |          |         | Élu     |       |
| 1951      | 41 231              | PCF   | Martinique          | 62,89    | 1er      |          |         | Élu     |       |
| 1956      | 46 915              | PCF   | Martinique          | 62,50    | 1er      |          |         | Élu     |       |
| 1958      |                     | PPM   | 2e de la Martinique | 17 226   | 80,26    | 1er      |         |         | Élu   |
| 1962      | 10 681              | PPM   | 2e de la Martinique | 77,88    | 1er      | 22 661   | 100,00  | Élu     |       |
| 1967      | 17 120              | PPM   | 2e de la Martinique | 54,42    | 1er      |          |         | Élu     |       |
| 1968      | 15 907              | PPM   | 2e de la Martinique | 52,03    | 1er      |          |         | Élu     |       |
| 1973      | 16 206              | PPM   | 2e de la Martinique | 50,11    | 1er      |          |         | Élu     |       |
| 1978      | 21 460              | PPM   | 2e de la Martinique | 52,61    | 1er      |          |         | Élu     |       |
| 1981      | 17 039              | PPM   | 2e de la Martinique | 60,48    | 1er      | 20 965   | 63,70   | Élu     |       |
| 1986      | Martinique          | PPM   | 56 044              | 51,18    | 1er      |          |         | Élu     |       |
| 1988      | 3e de la Martinique | PPM   | 15 364              | 84,90    | 1er      |          |         | Élu     |       |

## Parcours politique
Aime Césaire était député de la Martinique de 1945 à 1993. Il se fait élire pour la première fois pour participer à la première Assemblée constituante de la Quatrième République en 1945 et sera réélu pour toutes les législatures suivantes jusqu’en 1993. Cette année, il ne se représente pas et soutient le candidat qui le remplacera : Camille Darsières.
En plus de son mandat de député, Aimé Césaire est élu en 1945 maire de Fort-de-France en succédant à Victor Sévère. En 2001, il ne se représente pas et Serge Letchimy lui succède. Durant cette période, entre 1983 et 1988, il occupe le siège de président du conseil régional de la Martinique, et délègue ses responsabilité à son successeur à ce poste, Camille Darsières.
- 1945 - 2001 : maire de Fort-de-France
- 1945 - 1993 : député de la Martinique
- 1983 - 1988 : président du conseil régional de la Martinique
- 1945 - 1949 et 1955 - 1970 : conseiller général de Fort-de-France

## Œuvres

### Poésie
- 1939 Cahier d'un retour au pays natal, Revue Volontés no 20, 1939, Molina, La Havane, traduction espagnole par Lydia Cabrera, préface de Benjamin Péret et illustration par Wifredo Lam, 1943, Pierre Bordas, Paris et Brentano's, New York, édition bilingue, 1947, Présence africaine, Paris, 1956.
- 1946 Les Armes miraculeuses, 1946, Gallimard, Paris, 1970
- 1947 Soleil cou coupé, 1947, Éditions K., Paris, 1948
- 1950 Corps perdu (gravures de Picasso), Éditions Fragrance, Paris, 1950
- 1960 Ferrements, Seuil, Paris, 1960, 1991
- 1961 Cadastre, Seuil, Paris, 1961
- 1976 Œuvres complètes (trois volumes), Desormeaux, Fort-de-France, 1976
- 1982 Moi, laminaire, Seuil, Paris, 1982
- 1994 La Poésie, Seuil, Paris, 1994. (Ce volume, qui compile toute l'œuvre poétique de l'auteur, figure au programme de l'agrégation de lettres modernes de 2009 à 2011, au sein du thème de littérature comparée intitulé Permanence de la poésie épique au XXe siècle).
- 2010 Sept poèmes reniés suivi de La Voix de la Martinique, édition bibliophilique (David Alliot éditeur), Paris, 2010

### Théâtre
- 1958 Et les chiens se taisaient, Présence africaine, Paris, 1958, 1997
- 1963 La Tragédie du roi Christophe, Présence africaine, Paris, 1963, 1993
- 1966 Une saison au Congo, Seuil, Paris, 1966, 2001
- 1969 Une tempête, d'après La Tempête de William Shakespeare : adaptation pour un théâtre nègre, Seuil, Paris, 1969, 1997

### Essais
- « Conscience raciale et révolution sociale », L’Étudiant noir, journal mensuel de l'association des étudiants martiniquais en France, mai-juin 1935 http://www.letudiantnoir.com/
- 1948 Esclavage et Colonisation, Presses universitaires de France, Paris, 1948, réédition : Victor Schœlcher et l'abolition de l'esclavage, Éditions Le Capucin, Lectoure, 2004
- 1950 Discours sur le colonialisme, éditions Réclame, Paris, 1950 ; éditions Présence africaine, 1955
- 1987 Discours sur la négritude, 1987, Paris, Présence africaine, 2004 (avec le Discours sur le colonialisme).
- Aimé Césaire, écrits politiques, vol. 1-5, Paris, Jean Michel Place, 2013-2018.

### Correspondance
1956 : Lettre à Maurice Thorez, Présence africaine, 16 pages, (avant-propos de Alioune Diop).

### Biographie
- 1962 Toussaint Louverture, La révolution Française et le problème colonial, Présence africaine, Paris

### Entretiens
- 2004 Rencontre avec un nègre fondamental, Entretiens avec Patrice Louis, Arléa, Paris
- 2005 Nègre je suis, nègre je resterai, Entretiens avec Françoise Vergès, Albin Michel, Paris

### Enregistrement audio
- 1994 Aimé Césaire, Hatier, Paris, Les Voix de l'écriture

## Hommages

### Édifices et rues
De nombreux édifices notamment des structures scolaires (écoles, collèges…) portent son nom depuis sa mort :
- en Martinique, l’aéroport de Fort-de-France - Le Lamentin a été rebaptisé aéroport international de Martinique-Aimé-Césaire le 15 janvier 2007.
- Paris, dans le 1er arrondissement, le quai Aimé-Césaire est situé le long de la Seine, sur sa rive droite. Il est intégralement compris entre le fleuve et le jardin des Tuileries. Il a été inauguré le 26 juin 2013, par le maire Bertrand Delanoë. Par ailleurs, une bibliothèque municipale du 14e arrondissement porte le nom d'Aimé Césaire[46]. Dans le 18e arrondissement de Paris, le collège Aimé Césaire porte son nom[47].
- Aubervilliers : la station Aimé Césaire de la ligne 12 du métro de Paris.
- Rennes : un espace social et culturel Aimé-Césaire a été inauguré le 4 octobre 2010.
- Marseille : la rue Aimé-Césaire est inaugurée par George Pau-Langevin, ministre des Outre-Mer, le 13 février 2015.
- Tours : la création de la rue Aimé-Césaire  dans la ZAC Monconseil a été votée le 21 mai 2013[48],[49].
- Gennevilliers : un Espace culturel et social Aimé-Césaire a été inauguré le 28 septembre 2013[50].
- Clisson : le lycée Aimé-Césaire a été inauguré sous son nouveau nom le 8 avril 2015 en présence de Jacques Auxiette, président du conseil régional.
- La Courneuve : la médiathèque Aimé-Césaire a été inaugurée sous ce nom le 11 avril 2015.
- Épinay-sur-Seine : une allée à son nom a été inaugurée le 17 octobre 2015.
- Lille : le lycée professionnel Aimé-Césaire, rue Francisco-Ferrer, a été inauguré sous ce nouveau nom le 29 janvier 2016.
- Villeneuve-la-Garenne : la bibliothèque municipale Aimé-Césaire.
- Bordeaux : un EHPAD s'appelle Aimé-Césaire.
- Mont-Saint-Martin inaugure le 28 septembre 2019 l'Espace polyvalent Aimé-Césaire
- Le Kremlin-Bicêtre : le centre de loisirs Aimé-Césaire a été inauguré le 7 juillet 2008[51].
- Viry-Châtillon : MJC Aime Césaire [52].
- Nanterre : Boulevard Aimé Césaire.
- Grenoble : le collège Aimé Césaire.
- Pontault-Combault : l’école Aimé Césaire.

### Chansons
- En 2002, le chanteur martiniquais Éric Virgal compose Aimé Césaire sur son album ZikZag.
- En 2008, le chanteur Abd Al Malik lui dédie une chanson nommée Césaire (Brazzaville via Oujda), tirée de son album Dante, dans laquelle il récite en conclusion le poème de Césaire Dorsale Bossale.
- En 2010, le chanteur français Pierpoljak lui dédie une chanson nommée Aimé, tirée de son album Légendaire Sérénade.
- En 2014, le groupe de dub français DUB K'2 utilise un extrait de son discours sur le colonialisme dans son morceau Terre N Air.
- En 2015, le rappeur Youssoupha lui dédie le morceau Négritude et y fait plusieurs fois références de manière générale sur l'album qui porte le même nom[53].
- En 2015, le rappeur Lino le mentionne dans le morceau Requiem.
- En 2016, le rappeur Kery James lui fait référence sur le morceau Musique nègre, en collaboration avec Youssoupha et Lino.
- Le rappeur Booba, le mentionne et y fait référence sur les morceaux Comme une étoile, Top Niveau, Parlons Peu et OKLM.
- En 2017, le chanteur Julien Clerc a composé avec pour parolier Marc Lavoine la chanson Aimé.
- En 2017 Francesca Solleville enregistre L'Ombre gagne, poème mis en musique par Bernard Ascal, sur son album Dolce vita
- En 2019, le rappeur Maes y fait référence dans son freestyle Oklm.
- En 2020, le rappeur martiniquais Marginal lui dédit son refrain et le nom de son oeuvre (le carré).
- En 2020, le rappeur Dinos y fait référence et nomme Césaire un des titres de son album Stamina.
- En 2022, le rappeur Kery James y fais référence dans le refrain de la chanson Le poète noir

### Autres
- En 2021, l'artiste Hom Nguyen, réalise son portrait pour l'exposition Portraits de France au Musée de l'Homme[54].
- La promotion 2020-2021 de l'École nationale d'administration (France) a pris le nom d'Aimé Césaire.
- La 38e promotion de l'IRA de Lille porte le nom d'Aimé Césaire.
- Dans la série télévisée H, le personnage d'Éric Judor se nomme Aymé Césaire.
- À Bruxelles, une bibliothèque spécialisée en littératures africaines et caribéennes se nomme Espace Césaire[55].

## Filmographie
- 1976 : Martinique, Aimé Césaire, un homme une terre, (52 min), documentaire de Sarah Maldoror avec la participation de Michel Leiris, CRS, « Les amphis de la cinquième »
- 1986 : Miami, Martinique, Aimé Césaire, le masque des mots, (52 min), documentaire de Sarah Maldoror
- 1991 : La Manière Nègre ou Aimé Césaire, chemin faisant, (80 min), documentaire de Jean Daniel Lafond, Québec
- 1994 : Aimé Césaire, une voix pour l'histoire, réalisé par Euzhan Palcy. Ce documentaire se divise en 3 parties :
  - L'île veilleuse[56]: Le premier volet retrace, à travers des témoignages d'hommes politiques et d'intellectuels, d'images d'archives et de photos, l'engagement du poète Aimé Césaire au service de la négritude.
  - Au rendez-vous de la conquête[57] : Le deuxième volet débute par les années de formation intellectuelle du poète et finit avec les années 1950. Témoignages, archives et lectures de textes du poète et de l'homme engagé.
  - La force de regarder demain[58] : Le dernier volet aborde les problèmes actuels du « grand cri nègre ». Archives, témoignages et lectures d'extraits des œuvres du poète et de l'homme de théâtre émaillent les interviews.
- 2006 : Césaire raconte Césaire, DVD, par Patrice Louis, LivresAntilles.com
- 2007 : Aimé Césaire, Un nègre fondamental, (52 min), écrit par François Fèvre, réalisé par Laurent Chevallier et Laurent Hasse, Production : 2f Productions, France 5, RFO, diffusé sur France 5 le 9 novembre 2007 à 20 h 40 et le 11 novembre 2007 à 9 h 45.
- 2009 : Eia pour Césaire de Sarah Maldoror

#### Monographies
- David Alliot, Aimé Césaire le nègre universel, Gollion (Suisse), Infolio, 2008
- David Alliot, Le Tapuscrit du Cahier d'un retour au pays natal d'Aimé Césaire, Paris, Assemblée nationale, 2008
- David Alliot, Le communisme est à l'ordre du jour, Aimé Césaire et le PCF, de l'engagement à la rupture, Paris, Pierre-Guillaume de Roux Éditeur, 2013.
- José Alpha, Aimé Césaire, Paroles et silences, Fort-de-France, K. Éditions, 2013.
- Bernadette Cailler, Proposition poétique, une lecture de l'œuvre d'Aimé Césaire, Sherbrooke, (Québec), Naaman, 1976 ; Nouvelles du Sud, Paris, 2000
- Gilles Carpentier, Scandale de bronze, lettre à Aimé Césaire, Paris, Seuil, 1994
- Gérard Cogez, La Tragédie du roi Christophe d'Aimé Césaire, Paris, Champion, collect. « Entre les lignes », 2016.
- Gérard Cogez, Le Théâtre de... Aimé Césaire, Lausanne, Éditions Ides et Calendes, 2018.
- Raphaël Confiant, Aimé Césaire. Une traversée paradoxale du siècle, Paris, Stock, 1994
- Daniel Delas, Portrait littéraire, Paris, Hachette, 1991
- Diop Papa Samba, La Poésie d'Aimé Césaire. Propositions de lecture, Honoré Champion, 2011
- Romuald Fonkoua, Aimé Césaire, Paris, Perrin, 2010
- Thomas A. Hale, « Les écrits d'Aimé Césaire. Bibliographie commentée », dans Études françaises, vol. 14, nos 3-4, 1978 (http://revue-etudesfrancaises.umontreal.ca/volume-14-numero-3-4/).
- René Hénane Glossaire des termes rares d'Aimé Césaire, Paris, Jean-Michel Place, 2004.
- René Hénane, Aimé Césaire, le chant blessé, biologie et poétique, Paris, Jean-Michel Place, 2000.
- Michael E. Horn, La Plurivocalité dans le Cahier d'un retour au pays natal d'Aimé Césaire, Montréal, Thèses de McGill (Université McGill), 1999
- Victor M. Hountondji, Le Cahier d'Aimé Césaire. Éléments littéraires et facteurs de révolution, L'Harmattan, 1993
- Lilyan Kesteloot, Aimé Césaire, Paris, Seghers, 1979
- Annie Le Brun, Pour Aimé Césaire, Paris, Jean-Michel Place, 1994
- Jacqueline Leiner, Aimé Césaire, le terreau primordial, Tübingen, G. Narr, 1993
- Patrice Louis, ABC…ésaire, Guyane, Ibis Rouge, 2003
- Buata Malela, Aimé Césaire et la relecture de la colonialité du pouvoir, préface de Jean Bessière, Paris, Anibwe, coll. « Liziba », 2019
- Clément Mbom, Le Théâtre d'Aimé Césaire ou la Primauté de l'universalité humaine, Paris, Nathan, 1979
- Ernest Moutoussamy, Aimé Césaire, député à l'Assemblée nationale, 1945-1993, Paris, L'Harmattan, 1993
- Georges Ngal, Aimé Césaire, un homme à la recherche d'une patrie, Paris, Présence africaine, 1994
- Gloria Nne Onyeoziri, La Parole poétique d'Aimé Césaire, essai de sémantique littéraire, Paris, L'Harmattan, 1992
- (en) Femi Ojo-Ade, Aimé Césaire's African Theater: Of poets, prophets and politicians, Africa World Press, Inc., 2010.
- Albert Owusu-Sarpong, Le Temps historique dans l'œuvre théâtrale d'Aimé Césaire, Sherbrooke (Québec), Naaman, 1986 ; Paris, L'Harmattan, 2002
- Christian Paviot, Césaire autrement. Le mysticisme du Cahier d'un retour au pays natal, Paris, L'Harmattan, 2009
- Claude Ribbe, Le Nègre vous emmerde, Paris, Buchet-Chastel, 2008
- Aliko Songolo, Aimé Césaire, une poétique de la découverte, Paris, L'Harmattan, 1985
- Roger Toumson, Simonne Henry-Valmore, Aimé Césaire, le nègre inconsolé, Paris, Syros, 1994. Rééditions augmentées : La Roque d'Anthéron, Vents d'ailleurs, 2002 et 2004
- Pierre Vilar, Les Armes miraculeuses d’Aimé Césaire, Bienne – Genève, ACEL Ed. Zoé, coll. Le cippe, 2008, 128 p.
- Ernstpeter Ruhe, « Une œuvre mobile. Aimé Césaire dans les pays germanophones (1950-2015) », Würzburg, Königshausen & Neumann, 2015, 293 pages  (ISBN 978-3-8260-5787-8)
- Kora Véron, Thomas Hale, Les Écrits d'Aimé Césaire, biobibliographie commentée (1913-2008), Paris, Honoré Champion, mai 2013, 2 volumes, 904 pages  (ISBN 978-2-7453-2520-4)

Ouvrages collectifs
- Tshitenge Lubabu Muitibile K. (éd.), Césaire et nous. Une rencontre entre l'Afrique et les Amériques au XXIe siècle , Bamako, Cauris Éditions, 2004
- Centre césairien d'études et de recherches, Aimé Césaire. Une pensée pour le XXIe siècle, Paris, Présence africaine, 2003
- Aimé Césaire ou l'Athanor d'un alchimiste. Actes du premier colloque international sur l'œuvre littéraire d'Aimé Césaire, Paris, 21-23 novembre 1985, Paris, Éditions caribéennes, 1987
- Aimé Césaire, numéro spécial 832-833, Paris, Europe, septembre 1998
- Césaire 70, travaux réunis et présentés par Mbwil a Mpaang et Martin Steins, Paris, Silex, 2004
- Jacqueline Leiner, (éd.), Soleil éclaté, mélanges offerts à Aimé Césaire à l'occasion de son soixante-dixième anniversaire, Tübingen, G. Narr, 1985.
- Annick Thebia-Melsan, Gérard Lamoureux, (éd.), Aimé Césaire, pour regarder le siècle en face, Paris, Maisonneuve et Larose, 2000
- Roger Toumson et Jacqueline Leier, (éd.), Aimé Césaire, du singulier à l'universel (Actes du colloque international de Fort-de-France, 28-30 juin 1993), numéro spécial d'Œuvres et Critiques, 1994.
- Patrick Singaïny (sous la direction de), Aimé Césaire pour toujours, Éditions Orphie, 2011.
- Buata B. Malela et Alexander Dickow (dir.), Albert Camus, Aimé Césaire. Poétiques de la révolte, Paris, éditions Hermann, 2018.
  - Kora Véron, Aimé Césaire. Une biographie, Paris, Seuil, mai 2021, 624 pages  (ISBN 978-2-0214-0428-9).

#### Autres
- Marcien Towa, Poésie de la négritude, approche structuraliste, Sherbrooke (Québec), Naaman, 1983
- Khaleel Torabully, Chair corail, fragments coolies : poésie, Petit-Bourg (Guadeloupe), Ibis Rouge Editions, 1999 (ISBN 9782844500601)
- Rose-Myriam Réjouis, Veillées pour les mots : Aimé Césaire, Patrick Chamoiseau et Maryse Condé, Karthala, Paris, 2005
- Buata Malela, Les Écrivains afro-antillais à Paris (1920-1960). Stratégies et postures identitaires, Paris, Karthala, coll. Lettres du Sud, 2008
- Pierre Bouvier, Aimé Césaire et Frantz Fanon. Portraits de (dé)colonisés, Paris, Les Belles Lettres, coll. « Histoire de Profil », 2010  (ISBN 978-2-251-90003-2)

### Notices
- Ressources relatives à la littérature :   - Academy of American Poets
  - Île en île
  - Kritisches Lexikon zur fremdsprachigen Gegenwartsliteratur
  - NooSFere
  - Poetry Foundation
  - Printemps des poètes
- Ressources relatives au spectacle :   - Archives suisses des arts de la scène
  - Les Archives du spectacle
  - Kunstenpunt
  - TheatreOnline
- Ressources relatives aux beaux-arts :   - Musée national centre d'art Reina Sofía
  - MutualArt
  - National Gallery of Art
- Ressources relatives à la musique :   - MusicBrainz
  - Muziekweb
  - Répertoire international des sources musicales
- Ressources relatives à la vie publique :   - Archives électorales de Sciences Po
  - Maitron
  - Base Sycomore
- Ressources relatives à l'audiovisuel :   - Africultures
  - IMDb
- Ressource relative à la recherche :   - La France savante
- Ressource relative à plusieurs domaines :   - Radio France
- Notices dans des dictionnaires ou encyclopédies généralistes :   - BlackPast
  - Britannica
  - Brockhaus
  - Den Store Danske Encyklopædi
  - Deutsche Biographie
  - Enciclopedia italiana
  - Enciclopedia De Agostini
  - Gran Enciclopèdia Catalana
  - Hrvatska Enciklopedija
  - Internetowa encyklopedia PWN
  - Nationalencyklopedin
  - Munzinger
  - Proleksis enciklopedija
  - Store norske leksikon
  - Treccani
  - Universalis
  - Visuotinė lietuvių enciklopedija
  - Who's Who in France
- Notices d'autorité :   - VIAF
  - ISNI
  - BnF (données)
  - IdRef
  - LCCN
  - GND
  - Italie
  - Japon
  - CiNii
  - Espagne
  - Belgique
  - Pays-Bas
  - Pologne
  - Israël
  - NUKAT
  - Catalogne
  - Suède
  - Canada